# Valle Gran Rey
Valle Gran Rey è un comune spagnolo di 4 239 abitanti situato nella comunità autonoma delle Canarie, enclave in Vallehermoso sull'isola de La Gomera.